# Maurits van Oranje-Nassau, Van Vollenhoven
Z.H. Maurits Willem Pieter Hendrik Prins van Oranje-Nassau, Van Vollenhoven (Utrecht, 17 april 1968) is de oudste zoon van prinses Margriet der Nederlanden en mr. Pieter van Vollenhoven. Hij wordt officieel aangeduid met Zijne Hoogheid Prins Maurits van Oranje-Nassau, Van Vollenhoven.
Hij is vernoemd naar prins Maurits van Oranje (1567-1625), de stadhouder uit de Tachtigjarige Oorlog. Daarom was hij met zijn echtgenote op 20 september 1998 als eregast aanwezig op Mauritius, toen daar werd herdacht dat 400 jaar geleden de bemanning van vijf VOC-schepen als eerste westerlingen het eiland betraden.

## Loopbaan

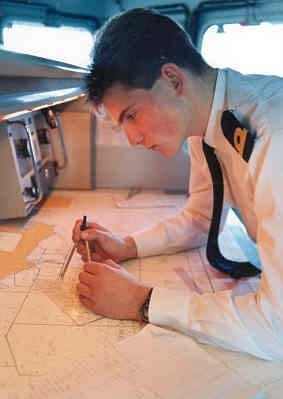
Prins Maurits als luitenant-ter-zee der derde klasse aan boord van een marineschip

Maurits behaalde in 1987 zijn vwo-diploma en vervulde zijn militaire dienstplicht bij het Korps Mariniers en de Koninklijke Marine. Daarna ging hij economie studeren aan de Rijksuniversiteit Groningen. 
Na zijn afstuderen werkte hij bij Luchthaven Schiphol. Vanaf september 2001 werkte hij enkele jaren bij Philips DAP (Domestic Appliances/Personal care) als business manager. Inmiddels is hij als zelfstandig ondernemer verbonden aan het Amsterdamse bedrijf The Source. Daarbij is hij sinds 4 november 2009 voorzitter van het Formule E-team dat zich inzet om elektrisch vervoer in Nederland te bevorderen.

## Huwelijk en gezin
Maurits trouwde op 29 mei 1998 in Apeldoorn met Marilène van den Broek (4 februari 1970). Voor hun huwelijk werd door het Nederlandse parlement toestemming verleend bij wet van 31 maart 1998. Hierdoor bleef Maurits destijds deel uitmaken van de Nederlandse lijn voor troonopvolging. Bij besluit van 26 mei 1998 werd besloten dat uit het huwelijk geboren kinderen de achternaam van Lippe-Biesterfeld van Vollenhoven zouden dragen. De kinderen van Maurits en Marilène bezitten geen adellijke titel. 
De kerkelijke huwelijksplechtigheid baarde enig opzien, vanwege het feit dat zijn grootouders prinses Juliana en prins Bernhard en zijn moeder prinses Margriet tijdens de viering als leden van de Nederlandse Hervormde Kerk ter communie gingen. De Katholieke Kerk verbiedt dat, omdat protestanten het katholieke geloof in de werkelijke tegenwoordigheid van Christus in de gedaanten van brood en wijn verwerpen. 
Toen Willem-Alexander koning werd op 30 april 2013, werd Maurits uitgesloten van troonopvolging omdat deze beperkt is tot drie graden van bloedverwantschap.
Het echtpaar heeft drie kinderen, die de achternaam Van Lippe-Biesterfeld van Vollenhoven dragen:
- Anastasia Margriet Josephine (Anna) (15 april 2001), het tweede achterkleinkind van prinses Juliana en prins Bernhard
- Lucas Maurits Pieter Henri (26 oktober 2002)
- Felicia Juliana Bénedicte Barbara (31 mei 2005)

## Nevenfuncties

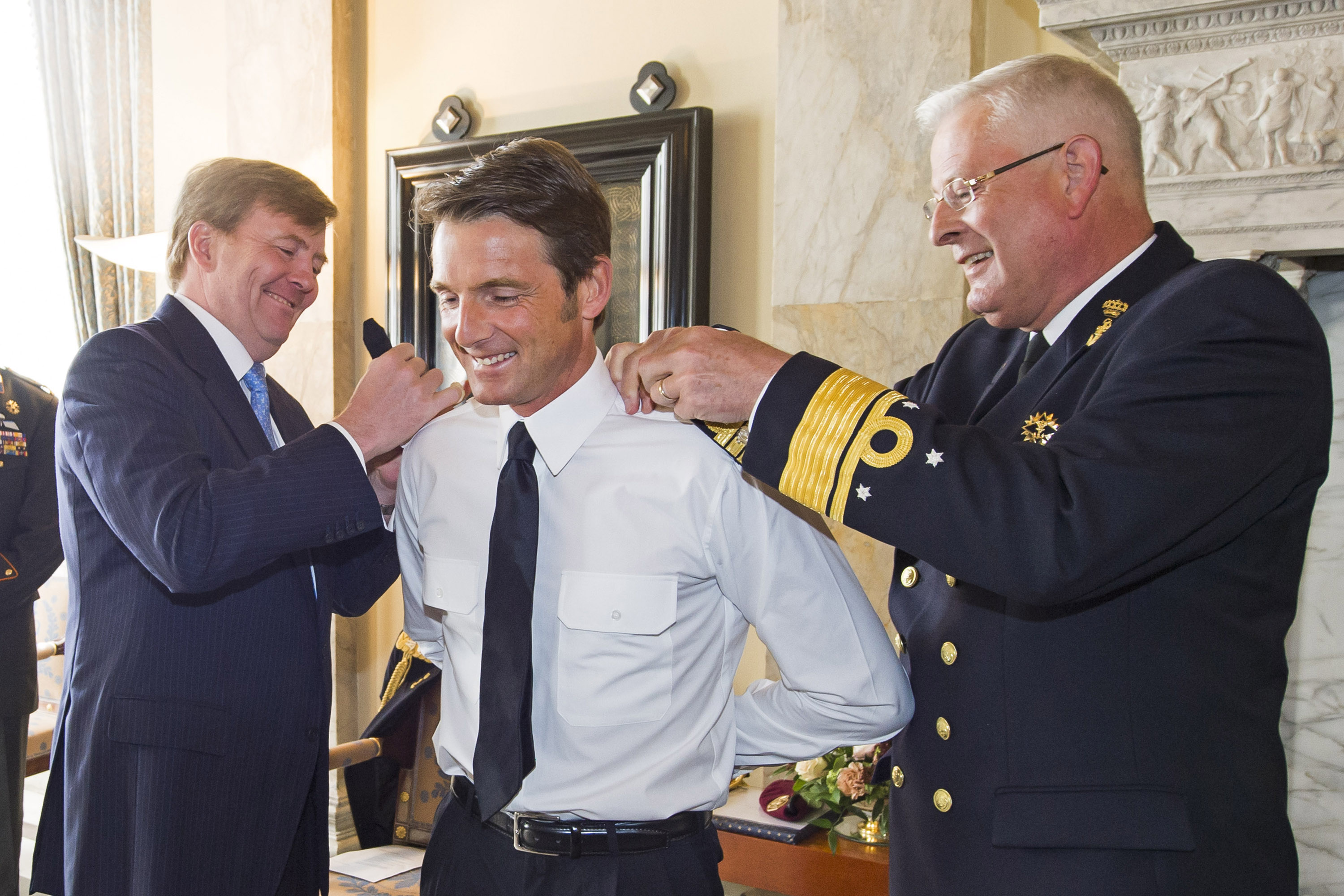
Prins Maurits wordt door koning Willem-Alexander bevorderd tot kapitein-luitenant-ter-zee en adjudant in buitengewone dienst

Prins Maurits is beschermheer van stichting Cultureel Instituut Maurits van Nassau. Deze stichting wil de gemeenschappelijke geschiedenis van Nederland en Brazilië promoten. Het instituut wil verder de betrekking tussen Nederland en Brazilië verbeteren.
Sinds 16 juli 2014 is hij ook beschermheer van SAIL Amsterdam. Daarmee neemt hij deze taak over van koning Willem-Alexander.
Op 1 mei 2013 werd Maurits benoemd tot adjudant in buitengewone dienst van koning Willem-Alexander. In deze hoedanigheid kan prins Maurits de koning bijstaan of vertegenwoordigen bij ceremoniële aangelegenheden. De prins werd per dezelfde datum ook bevorderd tot kapitein-luitenant-ter-zee van de Koninklijke Marine en draagt voortaan het monogram van Willem-Alexander op zijn uniform.
Op 1 september 2017 werd hij bevorderd tot kapitein-ter-zee.